# Biekorf (tijdschrift)
Biekorf is een Vlaams tijdschrift. Het is een "Lees- en leerblad voor alle verstandige Vlamingen" dat in 1890 in Brugge werd gesticht door enkele leraars van het Sint-Lodewijkscollege in Brugge, onder het peterschap van Guido Gezelle. Het verschijnt thans driemaandelijks en bevat artikelen in verband met de geschiedenis, taal en volkskunde van West-Vlaanderen.

## Geschiedenis
De eerste hoofdredacteur was Gezelle zelf, na korte tijd opgevolgd door Edward Van Robays(1855-1906) en vervolgens door Cyriel Delaere (1861-1917). Na 1907 was er geen hoofdredacteur meer, maar een redactieraad, waar ook Lodewijk De Wolf (1876-1929) lid van was. Volgens Biekorfmedewerker Karel De Busschere vervulde hij nochtans toen al de rol van hoofdredacteur. In elk geval was hij het vanaf 1920 tot aan zijn dood. Van 1929 tot aan zijn dood in 1979 was de Brugse priester Antoon Viaene (1900-1979) de hoofdredacteur. Stilaan kreeg hij hierin versterking van het "Berek", waarin diverse vaste medewerkers als een soort redactie fungeerden.
In 1979 werd Alfons Dewitte hoofdredacteur, tot hij in 1982 opgevolgd werd door Lucien Van Acker. Deze ere-gemeentesecretaris van Ardooie en selfmade historicus stond in voor 102 afleveringen van het tijdschrift en voor talrijke bijdragen van zijn hand. Hij gaf per jaargang 2008 de fakkel door aan de Brugse stadsbibliothecaris Ludo Vandamme.
Ook nog in 1979 werd Luc Devliegher voorzitter van het "Berek" (oud West-Vlaams woord voor bestuur of commissie), maar daarin werd hij al snel opgevolgd door Christian Devyt. Sinds 2008 is Peter De Baets de voorzitter, waarna Biekorf omgevormd werd, van een feitelijke vereniging tot een vzw.